# راشل استویچ
راشل استویچ (انگلیسی: Rachael Ostovich؛ زادهٔ ۲۵ فوریهٔ ۱۹۹۱) ورزشکار هنرهای رزمی ترکیبی و جودوکار اهل ایالات متحده آمریکا است.